# 奈良市立若草中学校
奈良市立若草中学校（ならしりつ わかくさちゅうがっこう）は、奈良県奈良市法蓮町にある公立中学校。学校敷地は多聞城跡にある。

## 沿革
- 1947年（昭和22年）4月1日 - 開校。

## 通学区域
奈良市立佐保小学校と奈良市立鼓阪小学校、奈良市立鼓阪北小学校の全体および、奈良市立興東小学校の校区のうち中ノ川町が校区である。
なお、遠方の生徒は自転車通学もできる。ただし通学距離が2kmを越え、かつ学校から直線距離で1.5km以上がある場合のみである。

## 通学区域が隣接している学校
- 奈良市立興東館柳生中学校
- 奈良市立田原中学校
- 奈良市立飛鳥中学校
- 奈良市立三笠中学校
- 奈良市立平城東中学校
- （京都府）木津川市立木津南中学校
- （京都府）木津川市立泉川中学校